# José Miguel Yrarrázaval Larraín
José Miguel Yrarrázaval Larraín (Santiago, 9 de febrero de 1848-Santiago, 7 de septiembre de 1907) fue un abogado, diputado y juez chileno.

## Primeros años de vida
Fue hijo del abogado y político José Miguel de Andia Irarrázaval Alcalde y de Trinidad Larraín Gandarillas. Realizó sus estudios secundarios en el Seminario Conciliar de Santiago. Siguió los estudios de Derecho en la Universidad del Estado y juró de abogado el 14 de enero de 1870.
El 10 de enero de 1878 se casó con Ana Larraín Prieto y tuvieron cinco hijos. Entre sus hijos se cuenta a Joaquín Yarrázaval Larraín, y a través de él, es abuelo de la actriz Paz Yrarrázaval, bisabuelo de la tambíén actriz Ana María Palma, Joaquín Palma ingeniero y diputado, Andrés Palma economista, diputado.